# Chickaloon
Chickaloon ist ein census-designated place (CDP) im Matanuska-Susitna Borough in Alaska in den Vereinigten Staaten. Das U.S. Census Bureau hat bei der Volkszählung 2020 eine Einwohnerzahl von 254 ermittelt.

## Geographie
Das Gebiet liegt nordöstlich von Sutton. Die westliche Grenze liegt am Kings River und die östliche Grenze am Purinton Creek. Die Talkeetna Mountains liegen im Nordwesten und die Chugach Mountains und der Matanuska River liegen im Südosten. Der Chickaloon River und der Kings River sind die zwei wichtigsten Nebenflüsse des Matanuska River. In dem Gebiet gibt es mehrere Seen.

## Geschichte
Die lokalen Ureinwohner der Ahtna- und Dena'ina-Athabasken bereisten das Gebiet bis zum Copper River und Cook Inlet. Der Chickaloon River wurde nach dem Chief Chiklu benannt, dem letzten Denai'ina Häuptling in dem Gebiet. 1898 wurde ein Kohlenfeld in der Nähe des Chickaloon River entdeckt. Als die Alaska Railroad eine Gleisspur zu den Kohlenfeldern verlegte, organisierte die U.S. Navy in den Jahren 1915 bis 1922 den Kohleabbau in der Gegend. 1925 stellte die Navy den Kohleabbau ein. Das Land wurde 1958 zur Besiedelung freigegeben.

## Wirtschaft
Es gibt in dem Gebiet einige Lodgen, die Unterkunftsmöglichkeiten für Einwohner und Reisende anbieten. Viele Einwohner arbeiten in Palmer, Wasilla, Anchorage oder North Slope. Chickaloon ist über das staatliche Highway-System und lokale Straßen zugänglich. Es gibt mehrere private Start- und Landebahnen in der Gegend.

## Demografie
Zum Zeitpunkt der Volkszählung im Jahre 2000 (U.S. Census 2000) hatte Chickaloon CDP 213 Einwohner auf einer Landfläche von 205,7 km². Das Durchschnittsalter betrug 43,8 Jahre (nationaler Durchschnitt der USA: 35,3 Jahre). Das Pro-Kopf-Einkommen (engl. per capita income) lag bei US-Dollar 14.755 (nationaler Durchschnitt der USA: US-Dollar 21.587). 2,8 % der Einwohner lagen mit ihrem Einkommen unter der Armutsgrenze (nationaler Durchschnitt der USA: 12,4 %). 46,0 % der Einwohner sind irischer-, 23,0 % italienischer- und 20,7 % deutscher Abstammung.